# Cordovilla la Real
Cordovilla la Real es una localidad y municipio de la provincia de Palencia, comunidad autónoma de Castilla y León, España, comarca de Cerrato.

## Geografía
Integrado en la comarca de El Cerrato, se sitúa a 29 kilómetros de la capital provincial. El término municipal está atravesado por la Autovía de Castilla A-62 entre los pK 52 y 53, así como por las carreteras provinciales P-412, que permite la comunicación con Torquemada y Astudillo, y la P-413, que se dirige a Quintana del Puente.
El relieve del municipio está influido por la presencia del río Pisuerga, que desciende de norte a sur, creando un espacio erosionado con dehesas entre los montes y páramos que quedan a ambos lados. En el extremo noreste, el río Arlanza hace de límite con Quintana del Puente. La altitud del territorio oscila entre los 904 metros (cerro El Moral) y los 740 metros en la orilla del río Pisuerga. El pueblo se alza a 745 metros sobre el nivel del mar, muy cerca del río. 
| Noroeste: Astudillo           | Norte: Villalaco y Valbuena de Pisuerga | Noreste: Castrojeriz (Burgos) y Palenzuela |
| Oeste: Astudillo y Torquemada |                                         | Este: Quintana del Puente                  |
| Suroeste: Torquemada          | Sur: Torquemada                         | Sureste: Herrera de Valdecañas             |

## Historia

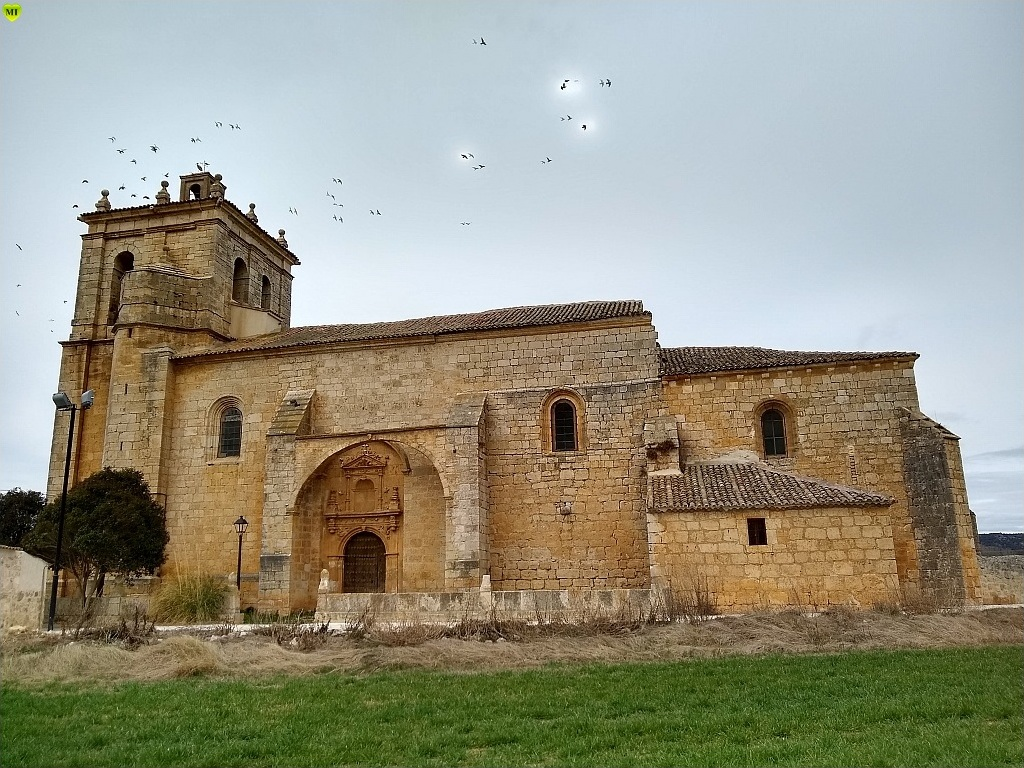
Iglesia de Nuestra Señora de la Asunción

Villa que formaba parte, en su categoría de pueblos solos, del Partido de Castrojeriz, uno de los catorce que formaban la Intendencia de Burgos, durante el periodo comprendido entre 1785 y 1833, en el Censo de Floridablanca de 1787, jurisdicción de realengo con alcalde ordinario.

### SigloXIX
Así se describe a Cordovilla la Real en la página 8 del tomo VII del Diccionario geográfico-estadístico-histórico de España y sus posesiones de Ultramar, obra impulsada por Pascual Madoz a mediados del siglo XIX:

CORDOBILLA LA REAL

Villa con ayuntamiento en la provincia de Palencia (4 leguas), diócesis de Burgos (11), audiencia territorial y capitanía general de Valladolid (11), partido judicial de Astudillo (2).
Situada en una dilatada y feraz llanura que fecundiza el río Pisuerga; combátenla los vientos N y NO; su clima es templado, y las enfermedades más frecuentes que produce son únicamente los constipados.
Cuenta 64 casas con la consistorial, la mayor parte muy deterioradas; una escuela de ambos sexos, concurrida por 33 alumnos, cuyo maestro está dotado con 700 reales; una iglesia parroquial (La Asunción), con un cura y un medio racionero; en el campo se encuentran 3 fuentes bastante buenas.
El término confina por N con Castrojeriz y Valbuena; E río Arlanza; S Torquemada, y O Matanza y Astudillo.
El terreno es de mediana calidad, báñale el mencionado río Pisuerga que corre al O de la villa en dirección de N a S, sobre el cual hay un hermosísimo puente de piedra con 19 ojos, cuya longitud es de 980 pies y 46 de latitud inclusos en esta dimensión los pretiles o barandillas; su fundación es antiquísima, y fue reedificado en el año 1778; hay algunos montes poblados de encina, chaparral y roble, y una dehesa regada por dicho río Pisuerga y el Arlanza.
Caminos: el que dirige a Santander.
Correos: la correspondencia se recibe de Palencia por valijero los martes y viernes, y salen los mismos días.
Producciones: trigo en poca cantidad, cebada, morcajo, avena, legumbres y vino, siendo la mayor cosecha la de morcajo y centeno; ganado lanar, cabrío y vacuno, el primero es el que se prefiere en el país; caza de perdices, liebres, conejos, lobos y raposos, y pesca de barbos, truchas y anguilas.
Industria: la agrícola.
Población: 51 vecinos, 265 almas.

Capital productivo: 139.200 reales. Imponible: 8.380. El presupuesto municipal asciende a 6.272 reales 31 maravedíes, y se cubre con los fondos de propios y arbitrios, y resultando déficit por reparto vecinal.

## Geografía humana

### Demografía
Cuenta con una población de 132 habitantes (INE 2024).
| Gráfica de evolución demográfica de Cordovilla la Real entre 1842 y 2021                                                                                                |
| |
| Población de derecho según los censos de población del INE Población de hecho según los censos de población del INEEn este censo se denominaba Cordobilla la Real: 1842 |

### Economía

#### Evolución de la deuda viva
El concepto de deuda viva contempla solo las deudas con cajas y bancos relativas a créditos financieros, valores de renta fija y préstamos o créditos transferidos a terceros, excluyéndose, por tanto, la deuda comercial.
Entre los años 2008 a 2014 este ayuntamiento no ha tenido deuda viva.

## Patrimonio
Caserío renacentista de Nuestra Señora de la Asunción.
Rollos de justicia.
Esta población posee dos, ambos declarados Bien de Interés Cultural con categoría de Monumento:
- Rollo de justicia de la villa: es una sencilla columna con cuatro canecillos, erguida sobre una escalinata y rematada por una cruz de hierro forjado. Debió ser signo de jurisdicción del Monasterio de San Salvador del Moral, que la tenía de «Horca y Cuchillo».[7][8]

|  |  |

- Rollo de justicia de San Salvador del Moral: consta de un alto fuste rematado por escudo abacial, que lleva un castillo torreonado y una inscripción gótica en la orla. Debe ser de finales del siglo  XV. Perteneció al desaparecido monasterio del mismo nombre.[9][10]

Puente de Cordovilla la Real sobre el río Pisuerga.
Obra civil de estilo clasicista, construida en 1778 bajo el reinado de Carlos III. Carretera provincial P-413 PK 5.
|  |  |